# Jan II van Haamstede
Jan II van Haamstede (1320 - 24 mei 1386) was heer van Haamstede, door huwelijk ook heer van Kruiningen en Nieuwenlande.
In 1297 overleed Jan I van Haamstede, de laatste generatie van het huis Haamstede, waardoor Witte van Holland, bastaardzoon van graaf Floris V van Holland, volgens Melis Stoke in 1299 de goederen van Haamstede in zijn bezit kreeg.

## Levensloop
Hij was een zoon van Floris I van Haamstede en Goede van Bergen. Nadat vader in 1345 in de Slag bij Warns gesneuveld was, volgde hij hem op als heer van Haamstede, samen met zijn broer Floris II. De goederen werden vermoedelijk verdeeld onder de broers. In oktober 1347 heeft Jan een ruzie met Wolfert III van Borselen. Deze zou zijn oom Arent of Arnoud van Haamstede hebben gedood. In 1349 komt Jan II voor als getuige en 'knape' in een bestuursoverdracht tussen Margaretha van Holland en haar zoon Willem V van Holland te Geertruidenberg. In 1351, wanneer Willem V van Holland het Graafschap Zeeland van zijn moeder krijgt toegewezen, wordt Jan II van Haamstede dit keer als 'ridder' vermeld.
In de strubbelingen van de Hoekse en Kabeljauwse twisten moet hij een kant kiezen. Na de dood van zijn oom en kort voor zijn keuze wordt zijn broer Hendrik ook vermoord en Jan II kiest de zijde van de Hoekse partij. Graaf Willem V van Holland neemt dan in november 1351 zijn goederen in beslag en laat Jan verbannen uit Zeeland. In maart 1355 kan hij zijn goederen en bezit terugkopen voor het bedrag van 1500 schilden.
Jan II is in 1358 getuige van een verzoening van zijn nicht Margretha van Moermont met hertog Albrecht van Beieren.
Hij is in april 1377 aanwezig bij het huwelijk tussen Willem III van Gulik en Catharina van Beieren, dochter van Albrecht van Beieren en wordt in het document als eerste Zeeuwse edelman vermeld.

## Huwelijk en kinderen
Jan II huwde Maria van Kruiningen, dochter van Raas van Kruiningen en Agnes van Scouden. Zij kregen de volgende kinderen:
- Floris III van Haamstede (1370-1431)
- Maria van Haamstede (1370-??)
- Arend van Haamstede (1372-1422)
- Raas van Haamstede (1376-1426)

Ook trouwde hij nog met Agnes van Renesse, dochter van Constantijn van Renesse.